# Schengen (Luxemburgo)
Schengen ([ˈʃeŋən]) es una pequeña localidad productora de vino y una comuna situada en el sureste de Luxemburgo, cerca del punto donde se unen las fronteras de Alemania, Francia y Luxemburgo. Dentro del mismo término municipal se encuentran las localidades de Remerschen y Wintrange. Según datos de 2005, vivían en el pueblo 1527 vecinos en una superficie de 10,63 km². La comunidad en conjunto abarca una superficie de 31,42 km².
El pueblo se hizo famoso porque fue en él donde se firmó el Acuerdo de Schengen el 14 de junio de 1985. El Ayuntamiento, situado en la localidad de Remerschen, decidió el 18 de enero de 2006 cambiar el nombre del municipio a Schengen. La Cámara de Diputados de Luxemburgo votó el 13 de julio de 2006 una ley para permitir dicho cambio de nombre, que fue publicada oficialmente el 30 de agosto de 2006. Dicha ley entró en vigor tres días después, por lo que la comuna de Remerschen pasó a denominarse Schengen el 3 de septiembre de 2006.